# Odo Russell
Odo William Leopold Russell (20 février 1829 - 25 août 1884) est un diplomate britannique et le premier ambassadeur britannique auprès de l'Empire allemand.

## Jeunesse et formation
Russell est né à Florence, en Toscane, dans la famille Russell, l'une des principales familles aristocratiques whigs d'Angleterre. Son père est le Major général Lord George Russell, deuxième fils du 6e duc de Bedford. Sa mère est Elizabeth Anne Rawdon, fille de l'honorable John Theophilus Rawdon et nièce du 1er marquis de Hastings. Son oncle est le premier comte Russell, deux fois premier ministre du Royaume-Uni . Son éducation, comme celle de ses deux frères, Francis et Arthur, se fait entièrement à la maison, sous la direction générale de sa mère .

## Carrière diplomatique
En mars 1849, Russell est nommé par Lord Malmesbury comme attaché à Vienne. De 1850 à 1852, il est temporairement employé au ministère des Affaires étrangères, d'où il passe à Paris. Il n'y reste cependant que deux mois environ, lorsqu'il est transféré à Vienne. En 1853, il devient deuxième attaché rémunéré à Paris et, en août 1854, il est transféré comme premier attaché rémunéré à Constantinople, où il sert sous Lord Stratford de Redcliffe. Il a la charge de l'ambassade lors des deux visites de son chef en Crimée en 1855, mais quitte l'Est pour travailler sous Lord Napier à Washington en 1857. L'année suivante, il devient secrétaire de légation à Florence, mais est détaché de ce lieu pour résider à Rome, où il reste douze ans, jusqu'en août 1870. Pendant toute cette période, il est le représentant réel mais non officiel de la Grande-Bretagne au Vatican .
La relation personnelle de Russell avec Otto von Bismarck l'amène à être nommé ambassadeur à Berlin en octobre 1871. Il admire la nouvelle Allemagne et aime les Allemands: pendant ses treize ans à Berlin, il n'a jamais perdu la confiance de Bismarck. Il résiste aux rages du chancelier de fer à propos de complots réels ou imaginaires, dissipe ses plus sombres soupçons sur la politique britannique et pénètre au cœur des motivations et de la stratégie bismarckiennes. Par exemple, il rapporte à Londres en octobre 1872 comment les plans de Bismarck pour un Kulturkampf se retournaient contre eux en renforçant la position ultramontaine (pro-papale) au sein du catholicisme allemand.
Russell a la confiance de Victoria, de la princesse héritière et des Hohenzollern, mais sa cordialité envers les ennemis de Bismarck n'a jamais été entachée par le soupçon d'intrigue. L'objectivité de ses dépêches n'est pas non plus compromise par sa conviction privée que Kulturkampf devait échouer, ou par sa répulsion face à la persécution du catholicisme romain par Bismarck. Dès le départ, il reconnait les aspirations coloniales de l'Allemagne, même si son appréciation de cette situation complexe est imparfaite. En 1879, il est responsable de la nouveauté de joindre un expert commercial au personnel de l'ambassade de Berlin.
Après que son frère aîné soit finalement devenu le 9e duc de Bedford en 1872, Russell obtient le rang de fils cadet d'un duc, devenant connu sous le nom de Lord Odo Russell. Il est admis au Conseil privé la même année. Il est ensuite fait Chevalier Grand Croix de l'Ordre du Bain (GCB) en 1874, Chevalier Grand croix de l'Ordre de Saint-Michel et Saint-Georges (GCMG) en 1879, et élevé à la pairie comme baron Ampthill, d'Ampthill dans le comté de Bedford, en 1881. Il est délégué britannique au Congrès de Berlin en 1878, avec Disraeli et Salisbury.

## Famille
Lord Ampthill épouse Lady Emily Villiers, fille de George Villiers (4e comte de Clarendon), le 5 mai 1868. Ils ont six enfants:
- Oliver Russell (2e baron Ampthill) (1869-1935)
- Odo Russell (diplomate) (en) (1870–1951).
- Constance Evelyn Villiers Russell (1872–1942).
- Victor Alexander Frederick Villiers Russell (1874–1965).
- Alexander Victor Frederick Villiers Russell  (1874–1965).
- Augusta Louise Margaret Romola Villiers Russell (1879–1966).

Lord Ampthill est mort de péritonite le 25 août 1884, âgé de 54 ans  à sa villa d'été à Potsdam et est enterré le 3 septembre dans la «chapelle de Bedford» à l'église de St. Michael, Chenies, Buckinghamshire. Bismarck le trouvait irremplaçable . Lady Ampthill est décédée en février 1927, âgée de 83 ans.